# MYCL
MYCL (англ. MYCL proto-oncogene, bHLH transcription factor) – білок, який кодується однойменним геном, розташованим у людей на короткому плечі 1-ї хромосоми.  Довжина поліпептидного ланцюга білка становить 364 амінокислот, а молекулярна маса — 40 327.
| 10         |  | 20         |  | 30         |  | 40         |  | 50         |
| ---------- |  | ---------- |  | ---------- |  | ---------- |  | ---------- |
| MDYDSYQHYF |  | YDYDCGEDFY |  | RSTAPSEDIW |  | KKFELVPSPP |  | TSPPWGLGPG |
| AGDPAPGIGP |  | PEPWPGGCTG |  | DEAESRGHSK |  | GWGRNYASII |  | RRDCMWSGFS |
| ARERLERAVS |  | DRLAPGAPRG |  | NPPKASAAPD |  | CTPSLEAGNP |  | APAAPCPLGE |
| PKTQACSGSE |  | SPSDSENEEI |  | DVVTVEKRQS |  | LGIRKPVTIT |  | VRADPLDPCM |
| KHFHISIHQQ |  | QHNYAARFPP |  | ESCSQEEASE |  | RGPQEEVLER |  | DAAGEKEDEE |
| DEEIVSPPPV |  | ESEAAQSCHP |  | KPVSSDTEDV |  | TKRKNHNFLE |  | RKRRNDLRSR |
| FLALRDQVPT |  | LASCSKAPKV |  | VILSKALEYL |  | QALVGAEKRM |  | ATEKRQLRCR |
| QQQLQKRIAY |  | LTGY       |  |            |  |            |  |            |

A: Аланін

C: Цистеїн

D: Аспарагінова кислота

E: Глутамінова кислота

F: Фенілаланін

G: Гліцин

H: Гістидин

I: Ізолейцин

K: Лізин

L: Лейцин

M: Метіонін

N: Аспарагін

P: Пролін

Q: Глутамін

R: Аргінін

S: Серин

T: Треонін

V: Валін

W: Триптофан

Задіяний у такому біологічному процесі як поліморфізм. 
Білок має сайт для зв'язування з ДНК. 
Локалізований у ядрі.